# Annacotty
Annacotty (in irlandese: Áth an Choite ) è una cittadina nella contea di Limerick, in Irlanda.